# Tony Bishop
Tony Bishop jr. (Garland, 16 luglio 1989) è un cestista statunitense naturalizzato panamense.

## Carriera
Con Panama ha disputato i Campionati americani del 2017.

## Palmarès
- Coppa di Danimarca: 1

Bakken Bears: 2018